# Взлёты и падения: История Дьюи Кокса
«Взлёты и падения: История Дьюи Кокса» (англ. Walk Hard: The Dewey Cox Story, буквально — «Шагая твёрдо: История Дьюи Кокса») — комедийный фильм 2007 года, снятый Джейком Кэзданом по сценарию Кэздана и сопродюсера Джадда Апатоу. В главных ролях — Джон Си Райли, Дженна Фишер, Тим Медоуз и Кристен Уиг. Сюжет фильма частично воспроизводит сюжеты байопиков Джонни Кэша «Переступить черту» и Рэя Чарльза «Рэй». «Взлёты и падения» — это пародия на жанр музыкального байопика как такового.
Фильм был выпущен в США 21 декабря 2007. Он получил положительные отзывы критиков, но провалился в прокате — собрал 20 миллионов долларов при бюджете в 35 миллионов.

## Сюжет
2007 год. На церемонии вручения музыкальной премии ассистент ищет певца Дьюи Кокса, которому вот-вот пора выступать. С большим трудом его находят в коридоре, прислонившим руку к стене, а его одногруппник Сэм объясняет: Дьюи вспоминает всю свою жизнь.
1946 год. Семья Коксов проживает на ферме в городе Спрингберри, Алабама. В ходе шутливого боя на мачете с более талантливым братом Нэйтом, которому предначертана музыкальная стезя, 8-летний Дьюи случайно разрубает его пополам. Из-за этой моральной травмы Дьюи теряет обоняние. Вскоре Ма посылает сына в магазин за маслом и свечой, где он знакомится с блюзовыми музыкантами и впервые играет на гитаре и поёт.
1953 год. После скандального выступления на шоу местных талантов с песней Take My Hand 14-летний Дьюи решает покинуть дом со своей 12-летней подругой Эдит. Они женятся, занимаются любовью и через 8 месяцев становятся родителями. Работая уборщиком в ночном негритянском клубе, Кокс подменяет певца Бобби Шэда, исполняя песню (Mama) You Got to Love You Negro Man. Дьюи производит впечатление на контролирующих всю музыкальную индустрию США евреев-хасидов, которые предлагают ему записаться в студии.
В студии Дьюи вместе со своими музыкантами исполняет рокабилли «That’s Amore», но исполнительный директор списывает песню в утиль и называет певца бездарным. Однако Дьюи берёт право на последнюю попытку и записывает песню «Walk Hard» («Шагая твёрдо»), созданной на основе его речи перед Эдит. За 35 минут песня становится хитом, а Дьюи — звездой рок-н-ролла.
В ходе одного из концертов исполнитель обнаруживает в подсобке барабанщика Сэма с группиз, курящих марихуану. Они предлагают ему присоединиться, и после недолгих уговоров Дьюи соглашается. Внутренняя вина и проблемы с наркотиками приводят к его изменам Эдит с женщинами и мужчинами. От своего отца певец узнает, что его мама умерла во время танца под его песню на радио. Всё это ещё сильнее напрягает музыканта. Приняв кокаин, Дьюи делает свою музыку более громкой и схожей с ещё не существующим панк-роком. После прихода в группу вокалистки Дарлин Мэдисон Дьюи создаёт несколько хитов. Их отношения становятся всё более близкими, и певец женится на ней при ещё существующем браке с Эдит. В конечном счёте ложь Дьюи Кокса раскрывается, и его бросают обе девушки. Музыкант оставляет всех своих детей первой жене, забрав себе шимпанзе, в котором вскоре разочаруется (из-за её одержимости «только фруктами и онанизмом»). Дьюи ловят на покупке наркотиков у полицейского под прикрытием, после чего он проводит время в тюрьме и лечебнице, пока к нему не возвращается Дарлин.
1966 год. Дьюи Кокс и Дарлин живут в Калифорнии. На фоне происходящих событий певец целиком погружается в политику, записывая песни в поддержку прав женщин, карликов и всех остальных (Dear Mr. President). Пресса находит сходство в его творческом подходе с Бобом Диланом.
Во время визита в Индию к местному гуру Дьюи под уговорами участников группы The Beatles принимает ЛСД, из-за чего снова теряет связь с реальностью и попадает в галлюциногенный мир, инспирированный Жёлтой подводной лодкой. Далее певец становится одержим мегаломанским проектом — записью песни Black Sheep («Чёрная овца»), над которой он работает в собственной студии уже восемь месяцев со 137 музыкантами. Соратники по музыкальной группе не разделяют его взгляды на музыку и тиранию, из-за чего команда распадается. Дарлин тоже уходит, не выдержав сумасшествия любимого и его проблем с наркотиками. Дьюи снова попадает в лечебницу, где призрак Нейта выражает недовольство его слабостью и советует снова занять написанием песен.
1970-е. Дьюи Кокс ведёт собственное развлекательное телешоу на телеканале CBS. Однако он не может написать ни одной новой песни, довольствуясь диско-ремейками прежних хитов и самоповторами, вроде песни Starman (в режиссёрской версии исполнитель женится в третий раз на Шэрил Тигс). Повзрослевший Нэйт снова посещает брата и указывает на необходимость наладить отношения с отцом и всё-таки написать музыкальный шедевр. Дьюи возвращается на ферму и произносит перед родителем эмоциональную речь, несмотря на которую Па вызывает его бороться на мачете. В ходе тяжёлого поединка родитель по случайности разрубает себя пополам, но перед смертью прощает Дьюи и просит его быть лучшим отцом для своих детей, чем он сам. После этого Кокс на эмоциях разносит свой особняк и выгоняет прихлебателей.
На следующий день к нему приходит один из его незаконнорождённых детей, после чего певец решает сфокусироваться на своих многочисленных потомках, вместе с которыми он уезжает на собственное ранчо в Теннеси. В 1992 году к нему возвращается Дарлин, уже разведённая и одинокая. Дьюи рассказывает ей обо всём, что с ним случилось после их разрыва, после чего к нему возвращается обоняние, и они женятся снова.
В 2007 году дом певца посещает сын Иль’хай’ма Дрейдл с приятным известием: Дьюи Кокс снова стал популярным среди молодой аудитории, открывшей его для себя благодаря использованию рэпером Lil' Nutzzak семпла из «Walk Hard». Сначала музыкант недоволен происходящим, но вскоре узнаёт о получении музыкальной премии за вклад в музыку. Сначала Дьюи не готов снова выйти на сцену, но при поддержке своих родных он находит в себе силы для воссоединения своей группы и участия в шоу. Там он исполняет недавно написанную песню «Beautiful Ride», в которой рассказывает о прожитой жизни. Далее титры указывают, что певец умер через три минуты после выступления.
После титров начинается короткометражный чёрно-белый клип «Настоящий Дьюи Кокс, 16 апреля 2002» (певца играет всё тот же Джон Си Райли).

## В ролях
- Джон Си Райли — Дью Кокс, пародия на нескольких музыкантов XX века, включая Рэя Чарльза, Джонни Кэша, Боба Дилана и Брайана Уилсона.
  - Коннер Рэйберн — молодой Дьюи Кокс
- Кристен Уиг — Эдит, пародия на Вивиан Либерто, первую жену Джонни Кэша
- Рэймонд Дж. Бэрри — Па Кокс
- Марго Мартиндейл — Ма Кокс
- Дженна Фишер — Дарлин Мэдисон, пародия на Джун Картер
  - Анджела Корреа — голос Дарлин в песнях
- Тим Медоуз — Сэм Макферсон, барабанщик
- Крис Парнелл — Тэо, басист
- Мэтт Бессер — Дэйв, гитарист
- Чип Хормесс — Нэйт Кокс, пародия на Джека Кэша, брата Джонни Кэша
  - Джона Хилл — взрослый Нэйт Кокс (в титрах не указан)
- Дэвид Эдвардс — старый блюзовый певец
- Пол Бэйтс — менеджер ночного клуба.
- Дэвид Крамхолц — Шварцберг
- Крэйг Робинсон — Бобби Шэд
- Гарольд Рэмис — Иль’хай’м
- Саймон Хелберг — Дрейдл Иль’хай’м
- Филипп Розенталь — Мазелтоф
- Мартин Старр — Шмендрик
- Джон Майкл Хиггинс — звукорежиссёр, пародия на Сэма Филлипса
- Эд Хелмс — менеджер на концерте
- Джейн Линч — журналистка Гейл
- Анджела Литтл — Бет Энн
- Скайлер Джизондо — Дьюфорд «Дьюдроп/Дьюи» Кокс младший
- Лури Постон — ребёнок Кокса
- Джек МакБрайер — DJ
- Нат Факсон — менеджер на шоу
- Ховард Рэнс — священник
- Одетт Юстман — девушка с косяком травки
- Фрэнки Муниц — Бадди Холи
- Джон Эннис — Биг Боппер
- Джек Уайт — Элвис Пресли
- Адам Хершман — Джерри Гарсия
- Участники группы The Temptations — в роли самих себя
- Эдди Веддер — в роли самого себя
- Джексон Браун — в роли самого себя
- Jewel — в роли самой себя
- Ghostface Killah — в роли самого себя
- Лайл Ловетт — в роли самого себя
- Джерри Бедноб — Махариши Махеш Йоги
- Шэрил Тигс — в роли самой себя
- Пол Радд — Джон Леннон
- Джек Блэк — Пол Макартни
- Джастин Лонг — Джордж Харрисон
- Джейсон Шварцман — Ринго Старр
- Патрик Даффи — в роли самого себя
- Морган Фэйрчайлд — в роли самой себя
- Шерил Лэдд — в роли самой себя
- Тим Бэгли — инженер

## Кассовые сборы
В мировом прокате при бюджете в 35 млн долл. фильм собрал 20,6 млн (из которых 18,3 млн было получено в Северной Америке, прокат за рубежом мир дал 2,2 млн), тем самым став коммерчески провальным. В дебютную неделю проката в Северной Америке картина собрала 4,174 млн долл при прокате в 2 650 кинотеатрах (9 место по кассовым сборам)

## Home media
Фильм вышел на DVD and Blu-ray 8 апреля 2008 года. В премьерный уикэнд было продано более 263 тыс. DVD копий, что дало 5,1 млн долл дохода. К маю 2010 года продажи DVD составили 15,664 млн долл.